# Gustavo Bassi
Gustavo Bassi (Alberti, Argentina; 16 de enero de 1960) es un ex árbitro de fútbol argentino que dirigió en la Primera División Argentina por 10 temporadas. Debutó en el torneo Apertura 1999 y fue profesional hasta la temporada 2008-09.
A pesar de no haber sido árbitro internacional, Bassi ha arbitrado varios clásicos del fútbol argentino, incluido dos superclásicos (victoria de Boca, 1:0, Clausura 2008; y 1:1, Clausura 2009).
Tras dejar el profesionalismo Bassi forma parte del Colegio de Árbtiros de AFA, encargándose de las designaciones de los árbitros del interior, por el Consejo Federal e Fútbol.

## Arbitraje
Bassi debutó en primera división en la decimonovena fecha del Apertura 1999, con victoria de Newell's Old Boys frente a Ferro Carril Oeste por 4:2. Diez años después pitó su último encuentro como profesional, en la fecha final del Clausura 2009, en el empate entre Arsenal e Independiente 1:1.